# كلايد إي. ستون
كلايد إي. ستون (بالإنجليزية: Clyde E. Stone)‏ هو قاضي أمريكي، ولد في 23 مارس 1876، وتوفي في 14 يناير 1948.